# Кетостероиды
Кетостероиды или 17-Кетостероиды — производные стероида андростана, имеющие кетонную (C=O) функциональную группу в 17-м положении. Являются промежуточными продуктами превращения стероидов в организме. Кетостероиды являются определителями метаболита андрогенов в моче и рассматривается как показатель экскретов андрогенов (показатель активности) на надпочечники и тестикулы.

## Примеры кетостероидов
- Андростендион
- Андростерон
- Эстерон
- Дегидроэпиандростерон

## Болезни, связанные с повышением кетостероидов
При повышении кетостероидов выше показателя 25, могут быть следующие заболевания:
- Карцинома коры надпочечников
- Синдром гиперкортицизма
- Врождённая гиперплазия коры надпочечников

При понижении кетостероидов ниже показателя 15, может быть зафиксированы следующие заболевания:
- Надпочечная недостаточность
- Гипогонадизм